# Protocol Recordings
Protocol Recordings es un sello discográfico fundado por Nicky Romero en 2012. Su primer lanzamiento fue "Nicky Romero & ZROQ - WTF!?". El sencillo más exitoso internacionalmente de Protocol fue «Like Home» de Nicky Romero con la colaboración del dúo australiano NERVO, logrando obtener el puesto 37 en Suecia, 33 en el Reino Unido, 5 en la lista Dance de los Países Bajos y 15 en la lista general, y N°9 en el Reino Unido.

## Lanzamientos
| Artista                                             | Lanzamiento                                                 | Tipo     | Fecha       | Catálogo | Notas                                                                             |  |
| --------------------------------------------------- | ----------------------------------------------------------- | -------- | ----------- | -------- | --------------------------------------------------------------------------------- |  |
| Nicky Romero & ZROQ                                 | WTF!?                                                       | Sencillo | 28/05/2012  | PR001    | -                                                                                 |  |
| Nicky Romero & Calvin Harris                        | Iron                                                        | Sencillo | 10/09/2012  | PR002    | -                                                                                 |  |
| Nicky Romero & Calvin Harris                        | Iron (The Remixes)                                          | Sencillo | 08/10/2012  | PR002R   | Remixes de Dyro & Tony Romera                                                     |  |
| Nicky Romero & NERVO                                | Like Home                                                   | Sencillo | 12/11/2012  | PR003    | iTunes Version incluye Radio Edit                                                 |  |
| Nicky Romero & NERVO                                | Like Home (The Remixes)                                     | Sencillo | 17/12/2012  | PR003    | Remixes de Dannic, Gregor Salto & Dillon Francis                                  |  |
| Tony Romera                                         | Pandor                                                      | Sencillo | 03/12/2012  | PR004    | -                                                                                 |  |
| Vince Moogin                                        | Love Me Right                                               | Sencillo | 18/02/2013  | PR005    | -                                                                                 |  |
| Nicky Romero                                        | Symphonica                                                  | Sencillo | 25/03/2013  | PR006    | iTunes Version incluye Radio Edit                                                 |  |
| Nicky Romero                                        | Symphonica (The Remixes)                                    | Sencillo | 20/05/2013  | PR006R   | Remixes de Cash Cash, BARE & Suedes                                               |  |
| Nicky Romero                                        | Symphonica (Amersy Remix)                                   | Sencillo | 19/09/2013  | PR006RC  | -                                                                                 |  |
| John Dahlbäck                                       | Nuke                                                        | Sencillo | 06/05/2013  | PR007    | -                                                                                 |  |
| Don Diablo Feat. Alex Clare & Kelis                 | Give It All (Don Diablo & CID Remix)/(Don Diablo & CID Dub) | Sencillo | 10/06/2013  | PR008    | Retrasado 1 día por problemas con Beatport.                                       |  |
| Nicky Romero Vs. Krewella                           | Legacy                                                      | Sencillo | 15/07/2013  | PR009    | -                                                                                 |  |
| Nicky Romero Vs. Krewella                           | Legacy (The Remixes)                                        | Sencillo | 19/08/2013  | PR009R   | Remixes de Vicetone, Don Diablo Feat. Sway, Wildstylez & Candyland                |  |
| Nicky Romero Vs. Krewella                           | Legacy                                                      | Sencillo | 17/12/2013  | PR009T   | Kryder Remix                                                                      |  |
| Nicky Romero Vs. Krewella                           | Legacy                                                      | Sencillo | 28/01/2014  | PR009T2  | Mike Candys Edit                                                                  |  |
| Don Diablo & CID                                    | Prototype                                                   | Sencillo | 09/09/2013  | PR010    | -                                                                                 |  |
| Vicetone                                            | Tremble                                                     | Sencillo | 05/08/2013  | PR011    | -                                                                                 |  |
| Bassjackers                                         | Zing                                                        | Sencillo | 23/09/2013  | PR012    | -                                                                                 |  |
| -                                                   | -                                                           | Sencillo | TBA         | PR013    | -                                                                                 |  |
| Kryder                                              | PYRMD                                                       | Sencillo | 07/10/2013  | PR014    | -                                                                                 |  |
| Michael Calfan                                      | Falcon                                                      | Sencillo | 21/10/2013  | PR015    | -                                                                                 |  |
| Merk & Kremont                                      | Zunami                                                      | Sencillo | 04/11/2013  | PR016    | -                                                                                 |  |
| Pelari                                              | Rave                                                        | Sencillo | 25/11/2013  | PR017    | -                                                                                 |  |
| R3hab & Lucky Date                                  | Rip It Up                                                   | Sencillo | 09/12/2013  | PR018    | Nicky Romero Edit                                                                 |  |
| R3hab & Lucky Date                                  | Rip It Up                                                   | Sencillo | 23/12/2013  | PR018T   | -                                                                                 |  |
| Tritonal & Paris Blohm Feat. Sterling Fox           | Colors                                                      | Sencillo | 13/01/2014  | PR019    | iTunes Version Incluye Radio Edit                                                 |  |
| Tritonal & Paris Blohm Feat. Sterling Fox           | Colors (The Remixes)                                        | Sencillo | 14/04/2014  | PR019R   | Remixes de John Dahlbäck, K-Klass, Alan Morris & Atmosfearz                       |  |
| Tritonal & Paris Blohm Feat. Sterling Fox           | Colors (Beatport Contest Winner Remix)                      | Sencillo | 14/04/2014  | PR019T   | Culture Code Remix                                                                |  |
| Bobby Rock Feat. Cimo Fränkel                       | New Life                                                    | Sencillo | 30/06/2014  | PR020    | -                                                                                 |  |
| Hard Rock Sofa & Skidka                             | Moloko                                                      | Sencillo | 10/02/2014  | PR021    | -                                                                                 |  |
| Stadiumx & Taylr Renee                              | Howl At The Moon                                            | Sencillo | 24/02/2014  | PR022    | iTunes Version Incluye Radio Edit                                                 |  |
| Stadiumx & Taylr Renee                              | Howl At The Moon (The Remixes)                              | Sencillo | 31/03/2014  | PR022R   | Remixes de D.O.D, Aftershock & Frontload                                          |  |
| Nicky Romero & Anouk                                | Feet On The Ground                                          | Sencillo | 09/06/2014  | PR023    | -                                                                                 |  |
| Nicky Romero & Anouk                                | Feet On The Ground (The Remixes)                            | Sencillo | 24/11/2014  | PR023R   | Remixes de Merk & Kremont, Arno Cost, BARE, Flashmob & GusGus vs T-World          |  |
| Vicetone Feat. Chloe Angelides                      | White Lies                                                  | Sencillo | 06/02/2014  | PR024    | iTunes Version Incluye Radio Edit                                                 |  |
| Blasterjaxx                                         | Echo                                                        | Sencillo | 07/04/2014  | PR025    | -                                                                                 |  |
| Lush & Simon                                        | Hunter                                                      | Sencillo | 02/06/2014  | PR026    | -                                                                                 |  |
| Bobina & Vigel                                      | Crunch                                                      | Sencillo | 21/04/2014  | PR027    | -                                                                                 |  |
| Martin Volt & Quentin State & Burgundy's            | Conspiracy                                                  | Sencillo | 05/05/2014  | PR028    | -                                                                                 |  |
| John Christian                                      | Next Level                                                  | Sencillo | 26/05/2014  | PR029    | Nicky Romero Edit                                                                 |  |
| John Christian                                      | Next Level (The Remixes)                                    | Sencillo | 21/07/2014  | PR029R   | Remixes de OutOfSync, Belocca, KURA, Arin Tone & Marc Benjamin                    |  |
| John Dahlback                                       | Fireflies                                                   | Sencillo | 23/06/2014  | PR030    |                                                                                   |  |
| Sultan + Ned Shepard & The Boxer Rebellion          | Keep Moving                                                 | Sencillo | 14/07/2014  | PR031    |                                                                                   |  |
| Sultan + Ned Shepard & The Boxer Rebellion          | Keep Moving (The Remixes)                                   | EP       | 08/09/2014  | PR031R   | Remixes de Bobby Rock (DJ) & Pankaj & Parag                                       |  |
| Martin Volt & Quentin State                         | Rush                                                        | Sencillo | 28/07/2014  | PR032    |                                                                                   |  |
| Row Rocka                                           | Saffron                                                     | Sencillo | 11/08/2014  | PR033    |                                                                                   |  |
| Thomas Newson & Magnificence                        | Blizzard                                                    | Sencillo | 25/08/2014  | PR034    |                                                                                   |  |
| Ispolins                                            | Ispolins                                                    | Sencillo | 22/09/2014  | PR035    |                                                                                   |  |
| Nicky Romero & Vicetone feat When We Are Wild       | Let Me Feel                                                 | Sencillo | 06/10/2014  | PR036    |                                                                                   |  |
| Nicky Romero & Vicetone feat When We Are Wild       | Let Me Feel (Remixes)                                       | EP       | 29/12/2014  | PR036R   | Remixes de Fedde Le Grand, Volt & State, Manse & Martijn Ten Velden.              |  |
| Tommy Trash & Wax Motif                             | HEX                                                         | Sencillo | 20/10/2014  | PR037    |                                                                                   |  |
| Evol Waves                                          | Inferno                                                     | Sencillo | 03/11/2014  | PR038    |                                                                                   |  |
| Tom Swoon & Stadiumx feat Rico & Miella             | Ghost                                                       | Sencillo | 08/12/2014  | PR039    |                                                                                   |  |
| Blinders                                            | Sirene                                                      | Sencillo | 22/12/2014  | PR040    |                                                                                   |  |
| Paris Blohm feat Charles                            | Demons                                                      | Sencillo | 12/01/2015  | PR041    |                                                                                   |  |
| Merk & Kremont vs Volt & State                      | Black & White                                               | Sencillo | 26/01/2015  | PR042    |                                                                                   |  |
| Deniz Koyu & Don Palm                               | Lift                                                        | Sencillo | 23/02/2015  | PR043    |                                                                                   |  |
| Nicky Romero vs Volt & State                        | Warriors                                                    | Sencillo | 30/03/2015  | PR044    |                                                                                   |  |
| Nicky Romero vs Volt & State                        | Warriors (Remixes)                                          | EP       | 11/06/2015  | PR044R   | Remixes de Syn Cole, Pegboard Nerds, Giocatori & Rob Adans.                       |  |
| Magnificence & Alec Maire feat Brooke Forman        | Heartbeat                                                   | Sencillo | 04/05/2015  | PR045    | Nicky Romero Edit                                                                 |  |
| Paris & Simo, Rico & Miella                         | Get Back                                                    | Sencillo | 20/04/2015  | PR046    |                                                                                   |  |
| MAKJ & Thomas Newson                                | Black                                                       | Sencillo | 26/05/2015  | PR047    |                                                                                   |  |
| MAKJ & Thomas Newson                                | Black (Remix)                                               | Sencillo | 03/09/2015  | PR047R   | Remix de Wildstylez                                                               |  |
| John Christian, Arin Tone & Corey James             | Collage                                                     | Sencillo | 08/06/2015  | PR048    |                                                                                   |  |
| Deniz Koyu & Amba Shepherd                          | The Way Out                                                 | Sencillo | 17/08/2015  | PR049    |                                                                                   |  |
| Nicky Romero                                        | Lighthouse                                                  | Sencillo | 29/06/2015  | PR050    |                                                                                   |  |
| Florian Picasso                                     | Origami                                                     | Sencillo | 20/07/2015  | PR051    |                                                                                   |  |
| Disco Fries feat Fatman Scoop                       | Volume                                                      | Sencillo | 14/09/2015  | PR052    |                                                                                   |  |
| Volt & State                                        | Sandcastles                                                 | Sencillo | 03/08/2015  | PR053    |                                                                                   |  |
| Thomas Gold & Deniz Koyu                            | Never Alone                                                 | Sencillo | 12/10/2015  | PR054    |                                                                                   |  |
| Florian Picasso                                     | Want It Back (Origami)                                      | Sencillo | 16/11/2015  | PR055    |                                                                                   |  |
| Gazlind                                             | Trouble                                                     | Sencillo | 30/11/2015  | PR056    |                                                                                   |  |
| Protocol Acapellas                                  | Volume 1                                                    | EP       | 14/12/2015  | PR057    | Varios Artistas.                                                                  |  |
| Nicky Romero & Stadiumx                             | Harmony                                                     | Sencillo | 21/12/2015  | PR058    |                                                                                   |  |
| Volt & State, Sam Void, Avedon                      | Hold On                                                     | Sencillo | 18/01/2016  | PR059    |                                                                                   |  |
| Nicky Romero & Nile Rodgers                         | Future Funk                                                 | Sencillo | 26/02/2016  | PR060    |                                                                                   |  |
| Nicky Romero & Nile Rodgers                         | Future Funk (Remixes)                                       | Sencillo | 18/04/2016  | PR060R   | Remixes de S-Man, Sam Void y Giocatori.                                           |  |
| Arno Cost                                           | Coming Alive EP                                             | Sencillo | 14/03/2016  | PR061    | Incluye 1000 suns y Coming Alive.                                                 |  |
| Arno Cost                                           | Coming Alive (Remixes)                                      | Sencillo | 01/07/2016  | PR061R   | Incluye remixes de Simon de Jano, Madwill, Jimmy y Exit Friendzone.               |  |
| Corey James & Teamworkx feat Kobi The Alien         | Make The Crowd Go                                           | Sencillo | 11/04/2016  | PR062    |                                                                                   |  |
| Nicky Romero                                        | Novell                                                      | Sencillo | 02/05/2016  | PR063    |                                                                                   |  |
| Florian Picasso                                     | Final Call                                                  | Sencillo | 13/05/2016  | PR064    |                                                                                   |  |
| Florian Picasso                                     | Final Call (Remixes)                                        | Sencillo | 08/07/2016  | PR064R   | Incluye remixes de Tom Tyger & Nico De Andrea, Raiden y Mesto & Justin Mylo.      |  |
| Ovion                                               | On My Way                                                   | Sencillo | 05/08/2016  | PR065    |                                                                                   |  |
| Blinders                                            | You Don't Know                                              | Sencillo | 03/06/2016  | PR066    |                                                                                   |  |
| Nicky Romero                                        | The Moment (Novell)                                         | Sencillo | 17/06/2016  | PR067    |                                                                                   |  |
| Nicky Romero                                        | The Moment (Novell) (Remixes)                               | Sencillo | 12/08/2016  | PR067R   | Incluye remixes de Breathe Carolina, Lipless, Toby Green y Twofold.               |  |
| Nicky Romero                                        | Ready 2 Rumble                                              | Sencillo | 22/07/2016  | PR068    |                                                                                   |  |
| Florian Picasso & Tom Tyger                         | Mamo                                                        | Sencillo | 29/08/2016  | PR069    |                                                                                   |  |
| Blinders                                            | Hero                                                        | Sencillo | 23/09/2016  | PR070    |                                                                                   |  |
| Dumbers & Maximals                                  | Dancin'                                                     | Sencillo | 19/08/2016  | PR071    |                                                                                   |  |
| Nicky Romero feat Colton Avery                      | Take Me                                                     | Sencillo | 09/09/2016  | PR072    |                                                                                   |  |
| Nicky Romero & Navarra                              | Crossroads                                                  | Sencillo | 14/10/2016  | PR073    |                                                                                   |  |
| Raiden feat Bright Lights                           | Heart Of Steel                                              | Sencillo | 13/01/2017  | PR074    |                                                                                   |  |
| Raiden feat Bright Lights                           | Heart Of Steel (Festival Mix)                               | Sencillo | 06/07/2018  | PR074F   | Descarga gratuita                                                                 |  |
| Tom Tyger & Melsen                                  | I Need U                                                    | Sencillo | /16/12/2016 | PR075    |                                                                                   |  |
| Maximals                                            | Enigma                                                      | Sencillo | 03/02/2017  | PR077    |                                                                                   |  |
| Funkybeat & Asters                                  | Jupiter                                                     | Sencillo | 24/02/2017  | PR078    |                                                                                   |  |
| Trilane & YARO fat Max Landry                       | Miss Out                                                    | Sencillo | 03/03/2017  | PR079    | Nicky Romero Edit                                                                 |  |
| Corey James                                         | Bring It                                                    | Sencillo | 07/04/2017  | PR080    |                                                                                   |  |
| Florian Picasso & Raiden                            | Hanabi                                                      | Sencillo | 28/04/2017  | PR081    |                                                                                   |  |
| Sam Void                                            | On My Mind                                                  | Sencillo | 12/05/2017  | PR082    |                                                                                   |  |
| Tom Tyger & Jakob Trice                             | I Wanna Love U                                              | Sencillo | 22/05/2017  | PR083    |                                                                                   |  |
| Nicky Romero & John Christian                       | Iconic                                                      | Sencillo | 09/06/2017  | PR084    |                                                                                   |  |
| Blinders                                            | Two Sides EP                                                | Sencillo | 23/06/2017  | PR085    | Incluye Molly y Broken                                                            |  |
| Stefano Pain                                        | Fugitive                                                    | Sencillo | 14/07/2017  | PR087    |                                                                                   |  |
| SWACQ                                               | Love                                                        | Sencillo | 28/07/2017  | PR088    | Nicky Romero Edit                                                                 |  |
| Maximals, Bout & SOVTH feat Nino Lucarelli          | Fall In Line                                                | Sencillo | 11/08/2017  | PR089    |                                                                                   |  |
| Sunstars                                            | Ghetto Funk                                                 | Sencillo | 25/08/2017  | PR090    |                                                                                   |  |
| Dr. Shiver feat Kazi                                | Something                                                   | Sencillo | 08/09/2017  | PR091    |                                                                                   |  |
| Nicky Romero & Florian Picasso                      | Only For Your Love                                          | Sencillo | 27/10/2017  | PR092    |                                                                                   |  |
| Nicky Romero & Florian Picasso                      | Only For Your Love (Remixes)                                | Sencillo | 19/01/2018  | PR092R   | Incluye remixes de Tom Tyger, Corey James, CAMARDA, Teamworx, Sage y Tonny Tempo. |  |
| Varios                                              | Protocol Lab ADE 2017 Part. 1                               | EP       | 29/09/2017  | PR0931BP |                                                                                   |  |
| Varios                                              | Protocol Lab ADE 2017 Part. 2                               | EP       | 06/10/2017  | PR0932BP |                                                                                   |  |
| Varios                                              | Protocol Lab ADE 2017 Part. 3                               | EP       | 13/10/2017  | PR0933BP |                                                                                   |  |
| Nicky Romero & Teamworx                             | Champion Sound                                              | Sencillo | 22/09/2017  | PR094    |                                                                                   |  |
| Raiden & Tom Tyger                                  | C'est La Vibe                                               | Sencillo | 24/11/2017  | PR095    |                                                                                   |  |
| D.O.D & Sunstars                                    | Morph                                                       | Sencillo | 10/11/2017  | PR096    |                                                                                   |  |
| SWACQ vs Pandaboyz vs Lux & Marcusson               | I Want It All                                               | Sencillo | 15/12/2017  | PR097    |                                                                                   |  |
| Raiden & YURI (Girls' Generation)                   | Always Find You                                             | Sencillo | 26/01/2018  | PR099    |                                                                                   |  |
| Raiden & YURI (Girls' Generation)                   | Always Find You (Remixes)                                   | Sencillo | 30/03/2018  | PR099R   | Incluye remixes de Maximals, Blinders, Sunstars y Sam Void                        |  |
| Nicky Romero feat Spyder                            | PRTCL                                                       | Sencillo | 12/01/2018  | PR100    |                                                                                   |  |
| Teamworx & Sunstars                                 | Playin' Around                                              | Sencillo | 02/02/2018  | PR101    |                                                                                   |  |
| Stadiumx, Going Deeper & MC Flipside                | Dangerous Vibes                                             | Sencillo | 16/02/2018  | PR102    |                                                                                   |  |
| Tom Tyger & FaderX                                  | Rave Me                                                     | Sencillo | 03/04/2018  | PR103    |                                                                                   |  |
| Corey James feat Nino Lucarelli                     | Find You                                                    | Sencillo | 23/02/2018  | PR104    |                                                                                   |  |
| Moska, David Nova & Jay Klash                       | Don’t Know                                                  | Sencillo | 13/04/2018  | PR106    |                                                                                   |  |
| Antoine Delvig & SOVTH                              | Gravity                                                     | Sencillo | 27/04/2018  | PR107    |                                                                                   |  |
| Marc Benjamin & JPB feat Syon & Yung Fusion         | Devil In Disguise                                           | Sencillo | 04/05/2018  | PR108    |                                                                                   |  |
| FaderX                                              | Critical                                                    | Sencillo | 18/05/2018  | PR109    |                                                                                   |  |
| Teamworx & AYOR                                     | Trap Like                                                   | Sencillo | 25/05/2018  | PR110    |                                                                                   |  |
| Lush & Simon                                        | Callin'                                                     | Sencillo | 01/06/2018  | PR111    |                                                                                   |  |
| Mosimann                                            | Low Pro                                                     | Sencillo | 15/06/2018  | PR112    | Antoine Delvig Edit                                                               |  |
| Nicky Romero                                        | Duality                                                     | Sencillo | 22/06/2018  | PR113    |                                                                                   |  |
| Maximals feat Nino Lucarelli                        | My Best                                                     | Sencillo | 20/07/2018  | PR114    |                                                                                   |  |
| Nicky Romero & Taio Cruz                            | Me On You                                                   | Sencillo | 27/07/2018  | PR115    |                                                                                   |  |
| Nicky Romero & Taio Cruz                            | Me On You                                                   | Sencillo | 27/08/2018  | PR115-R1 | Nicky Romero Edit                                                                 |  |
| Nicky Romero & Taio Cruz (Steve Aoki Remixes)       | Me On You                                                   | Sencillo | 29/08/2018  | PR115-R2 | Incluye remixes de Steve Aoki                                                     |  |
| Matisse & Sadko, Raiden                             | Light Me Up                                                 | Sencillo | 03/08/2018  | PR116    |                                                                                   |  |
| Tom Tyger vs Charles B & VCTRY                      | One Too Many                                                | Sencillo | 10/08/2018  | PR117    |                                                                                   |  |
| Marc Benjamin & N3ON feat Shanee                    | Unbreakable Hearts                                          | Sencillo | 17/08/2018  | PR118    |                                                                                   |  |
| Nicky Romero & Stadiumx feat Matluck                | Rise                                                        | Sencillo | 24/08/2018  | PR119    |                                                                                   |  |
| Nicky Romero & Stadiumx feat Matluck                | Rise                                                        | Sencillo | 12/10/2018  | PR119-R1 | Incluye Remixes de Afrojack & Thomas Gold                                         |  |
| Corey James & David Pietras feat Bryant Powell      | To Live                                                     | Sencillo | 31/08/2018  | PR120    |                                                                                   |  |
| Maximals & Sam Void                                 | Pressure                                                    | Sencillo | 14/09/2018  | PR121    |                                                                                   |  |
| Thomas Newson & Sam Void                            | Like That                                                   | Sencillo | 21/09/2018  | PR122    |                                                                                   |  |
| Florian Picasso                                     | Glitch                                                      | Sencillo | 09/11/2018  | PR123    |                                                                                   |  |
| Nicky Romero & Deniz Koyu ft. Walk Off The Earth    | Paradise                                                    | Sencillo | 28/09/2018  | PR124    |                                                                                   |  |
| Nicky Romero & Deniz Koyu ft. Walk Off The Earth    | Paradise                                                    | Sencillo | 26/10/2018  | PR124-R1 | Deniz Koyu Festival Mix                                                           |  |
| Teamworx                                            | Clap Back                                                   | Sencillo | 19/10/2018  | PR126    |                                                                                   |  |
| Nicky Romero, Trilane & Kokaholla ft Quarterback    | Bittersweet                                                 | Sencillo | 02/11/2018  | PR127    |                                                                                   |  |
| Nicky Romero, Trilane & Kokaholla ft Quarterback    | Bittersweet (Remixes)                                       | Sencillo | 06/02/2019  | PR127-R  | Incluye Remixes de Junior J, Justin Prime, Krosses & Firelite                     |  |
| Marc Benjamin                                       | Blaster                                                     | Sencillo | 23/11/2018  | PR128    |                                                                                   |  |
| Raiden & Tom Tyger                                  | Electric                                                    | Sencillo | 07/12/2018  | PR129    |                                                                                   |  |
| Nicky Romero ft. Alice Berg                         | My Way                                                      | Sencillo | 30/11/2018  | PR130    |                                                                                   |  |
| Florian Picasso                                     | Hikari                                                      | Sencillo | 14/12/2018  | PR131    |                                                                                   |  |
| Sam Void                                            | Feel The Low                                                | Sencillo | 11/01/2019  | PR132    |                                                                                   |  |
| Mosimann                                            | I Need                                                      | Sencillo | 18/01/2019  | PR133    |                                                                                   |  |
| Protocol Acapellas Vol.4                            | Varios                                                      | EP       | 21/12/2018  | PR134    | Varios                                                                            |  |
| Nicky Romero X Olivia Holt                          | Distance                                                    | Sencillo | 25/01/2019  | PR135    |                                                                                   |  |
| Swanky Tunes                                        | Virus                                                       | Sencillo | 01/02/2019  | PR136    |                                                                                   |  |
| Maximals                                            | Up & Down EP                                                | Sencillo | 08/02/2019  | PR137    |                                                                                   |  |
| Nicky Romero & David Guetta                         | Ring The Alarm                                              | Sencillo | 15/02/2019  | PR138    |                                                                                   |  |
| Styline x Mr. Sid x Dave Ruthwell                   | DONT STOP                                                   | Sencillo | 22/02/2019  | PR139    |                                                                                   |  |
| Marc Benjamin                                       | Fall For You                                                | Sencillo | 01/03/2019  | PR140    |                                                                                   |  |
| Nicky Romero & Teamworx                             | Deep Dark Jungle                                            | Sencillo | 08/03/2019  | PR141    |                                                                                   |  |
| Thomas Gold & Kosling ft Matthew Steeper            | Wildest Dream                                               | Sencillo | 15/03/2019  | PR142    |                                                                                   |  |
| Varios                                              | Protocol Vibes - Miami 2019                                 | EP       | 22/03/2019  | PR143    |                                                                                   |  |
| Trilane & Loris Cimino feat. David Shane            | Still Think Of You                                          | Sencillo | 08/04/2019  | PR144    |                                                                                   |  |
| David Pietras feat. Nino Lucarelli                  | Remedy                                                      | Sencillo | 29/03/2019  | PR145    |                                                                                   |  |
| W&W vs. Nicky Romero                                | Ups & Downs                                                 | Sencillo | 12/04/2019  | PR146    |                                                                                   |  |
| Teamworx                                            | Losing Control                                              | Sencillo | 26/04/2019  | PR147    |                                                                                   |  |
| Marc Benjamin & DNMKG ft. F51                       | Hooked                                                      | Sencillo | 03/05/2019  | PR148    |                                                                                   |  |
| Nicky Romero & Florian Picasso                      | Midnight Sun                                                | Sencillo | 10/05/2019  | PR149    |                                                                                   |  |
| Navarra                                             | Repeat                                                      | Sencillo | 17/05/2019  | PR150    |                                                                                   |  |
| Maximals & PØP CULTUR                               | All Of Me                                                   | Sencillo | 24/05/2019  | PR151    |                                                                                   |  |
| Futuristic Polar Bears                              | You & Me                                                    | Sencillo | 31/05/2019  | PR152    |                                                                                   |  |
| Mosimann & Leandro Da Silva                         | Horizon                                                     | Sencillo | 07/06/2019  | PR153    |                                                                                   |  |
| Thomas Gold & Raiden                                | Someone New                                                 | Sencillo | 14/06/2019  | PR154    |                                                                                   |  |
| Nicky Romero & Stadiumx feat Sam Martin             | Love You Forever                                            | Sencillo | 21/06/2019  | PR155    |                                                                                   |  |
| Marc Benjamin                                       | Show You                                                    | Sencillo | 28/06/2019  | PR156    |                                                                                   |  |
| Daffy Muffin                                        | Selecta                                                     | Sencillo | 05/07/2019  | PR157    |                                                                                   |  |
| Styline x Mr. Sid x Dave Ruthwell                   | READY FOR THE BEAT                                          | Sencillo | 12/07/2019  | PR158    |                                                                                   |  |
| Trilane ft Philip Strand                            | Believe                                                     | Sencillo | 19/07/2019  | PR159    |                                                                                   |  |
| Nicky Romero vs. Dimitri Vegas & Like Mike          | Everybody Clap                                              | Sencillo | 16/08/2019  | PR160    |                                                                                   |  |
| Teamworx, Mr Sid, George Z                          | Louder                                                      | Sencillo | 09/08/2019  | PR161    |                                                                                   |  |
| Raiden ft IRENE Of Red Velvet                       | The Only                                                    | Sencillo | 02/08/2019  | PR162    |                                                                                   |  |
| Navarra feat Alice Ella                             | Feel So Good                                                | Sencillo | 23/08/2019  | PR163    |                                                                                   |  |
| Deniz Koyu                                          | Lost Soul                                                   | Sencillo | 30/08/2019  | PR164    |                                                                                   |  |
| Maximals & FaderX ft. Jordan Grace                  | Free                                                        | Sencillo | 06/09/2019  | PR165    |                                                                                   |  |
| Timmo Hendriks & Lindequist ft. Robin Vane          | Magical                                                     | Sencillo | 13/09/2019  | PR166    |                                                                                   |  |
| Nicky Romero, Mike Williams & Amba Shepherd         | Dynamite                                                    | Sencillo | 01/11/2019  | PR167    |                                                                                   |  |
| Swanky Tunes, NSSDN, Lexblaze                       | Game Time                                                   | Sencillo | 20/09/2019  | PR168    |                                                                                   |  |
| Marcus Santoro & Sentinel                           | Shine                                                       | Sencillo | 04/10/2019  | PR169    |                                                                                   |  |
| Kill The Buzz & Jimmy Clash ft. Van Jay             | never Wanna Let Go                                          | Sencillo | 18/10/2019  | PR171    |                                                                                   |  |
| Nicky Romero                                        | I See                                                       | Sencillo | 17/01/2020  | PR172    |                                                                                   |  |
| David Pietras & Sentinel ft. Moses York             | Light                                                       | Sencillo | 25/10/2019  | PR173    |                                                                                   |  |
| Trilane ft. Tom Noah                                | Never Forget                                                | Sencillo | 27/09/2019  | PR174    | Nicky Romero Edit                                                                 |  |
| Stadiumx                                            | Where Are You Now                                           | Sencillo | 15/11/2019  | PR175    |                                                                                   |  |
| JP Candela x Sansixto                               | Big Up!                                                     | Sencillo | 08/11/2019  | PR176    |                                                                                   |  |
| Nicky Romero                                        | Stay                                                        | Sencillo | 07/02/2020  | PR177    |                                                                                   |  |
| Corey James & FaderX                                | Feed                                                        | Sencillo | 22/11/2019  | PR178    |                                                                                   |  |
| Sultan + Shephard vs. The Boxer Rebellion           | Keep Moving                                                 | Sencillo | 13/12/2019  | PR179    |                                                                                   |  |
| Marc Benjamin & RayRay                              | My Swag                                                     | Sencillo | 06/12/2019  | PR180    |                                                                                   |  |
| MR.BLACK & Teamworx                                 | We Are Lost                                                 | Sencillo | 24/01/2020  | PR181    |                                                                                   |  |
| Thomas Gold & Teamworx                              | We Remember                                                 | Sencillo | 29/11/2019  | PR182    |                                                                                   |  |
| Protocol Acapellas                                  | Vol.5                                                       | EP       | 27/12/2019  | PR183    | Varios Artistas.                                                                  |  |
| Trilane & Felicity                                  | Come Back Down                                              | Sencillo | 20/12/2019  | PR184    |                                                                                   |  |
| Marcus Santoro ft. Lauren L'aiment                  | Blackout                                                    | Sencillo | 10/01/2020  | PR185    |                                                                                   |  |
| Timmo Hendricks & Jordan Grace                      | By Your Side                                                | Sencillo | 03/01/2020  | PR186    |                                                                                   |  |
| Maximals & Chad Kowal                               | What Are We Waiting For                                     | Sencillo | 31/01/2020  | PR187    |                                                                                   |  |
| Døber                                               | Twisted EP                                                  | EP       | 14/02/2020  | PR188    |                                                                                   |  |
| Nicky Romero & Timmy Trumpet                        | Falling                                                     | Sencillo | 21/02/2020  | PR189    |                                                                                   |  |
| Futuristic Polar Bears ft. Franky                   | Better Never This                                           | Sencillo | 28/02/2020  | PR190    |                                                                                   |  |
| Protocol Vibes                                      | Miami 2020                                                  | EP       | 13/03/2020  | PR191    |                                                                                   |  |
| Nicky Romero                                        | Redefine EP                                                 | EP       | 27/03/2020  | PR192    |                                                                                   |  |
| JP Candela & Mosimann                               | Shake It                                                    | Sencillo | 20/03/2020  | PR193    |                                                                                   |  |
| Thomas Gold                                         | Live A Little Louder                                        | Sencillo | 03/04/2020  | PR194    |                                                                                   |  |
| Marc Benjamin & Timmo Hendricks                     | Be Alright                                                  | Sencillo | 10/04/2020  | PR195    |                                                                                   |  |
| Nicky Romero & Deniz Koyu feat. Alexander Tidebrink | Destiny                                                     | Sencillo | 17/04/2020  | PR196    |                                                                                   |  |
| Teamworx & Umut Ozsoy                               | Just Like That                                              | Sencillo | 24/04/2020  | PR197    |                                                                                   |  |
| Corey James ft. Spyder                              | Don't Stop                                                  | Sencillo | 01/05/2020  | PR198    |                                                                                   |  |
| Timmo Hendriks & Lindequist                         | Together                                                    | Sencillo | 08/05/2020  | PR199    |                                                                                   |  |
| Teamworx, Mr. Sid & George Z (Nicky Romero Edit)    | Techno                                                      | Sencillo | 15/05/2020  | PR200    |                                                                                   |  |
| Futuristic Polar Bears ft. Lux                      | Faith                                                       | Sencillo | 22/05/2020  | PR201    |                                                                                   |  |
| Protocol Grooves Pt. 1                              | Varios                                                      | EP       | 29/05/2020  | PR202    |                                                                                   |  |
| Døber                                               | Tear The Roof                                               | Sencillo | 05/06/2020  | PR203    |                                                                                   |  |
| Mantrastic & Rechler                                | Waiting                                                     | Sencillo | 12/06/2020  | PR205    |                                                                                   |  |
| Deniz Koyu                                          | Next To You                                                 | Sencillo | 26/06/2020  | PR206    |                                                                                   |  |
| Nicky Romero feat. Jordan Grace                     | Burning                                                     | Sencillo | 19/06/2020  | PR207    |                                                                                   |  |
| KURA                                                | Rave                                                        | Sencillo | 03/07/2020  | PR208    |                                                                                   |  |
| Marc Benjamin & Victor Tellagio                     | Burn                                                        | Sencillo | 17/07/2020  | PR209    |                                                                                   |  |
| DØBER & CHOCO                                       | Freaky                                                      | Sencillo | 24/07/2020  | PR210    |                                                                                   |  |
| Timmo Hendriks & Romeo Blanco                       | For Your Love                                               | Sencillo | 07/08/2020  | PR211    |                                                                                   |  |
| Deniz Koyu ft. Jess Ball                            | Without You                                                 | Sencillo | 14/08/2020  | PR212    |                                                                                   |  |
| Marcus Santoro & FaderX                             | Out Of My Head                                              | Sencillo | 19/08/2020  | PR213    |                                                                                   |  |
| Teamworx ft. Sarah De Warren                        | Can't Get Enough                                            | Sencillo | 21/08/2020  | PR214    |                                                                                   |  |
| Souvenyr & DØBER ft. Mila Falls                     | Explain To Me                                               | Sencillo | 28/08/2020  | PR215    |                                                                                   |  |
| Monocule                                            | Monocule Volume 1                                           | EP       | 04/09/2020  | PR216    |                                                                                   |  |
| Charles B & Kamil Ghaoti ft. LauraBrown             | You're Not Mine                                             | Sencillo | 11/09/2020  | PR217    |                                                                                   |  |
| Nicky Romero & Sick Individuals ft. XIRA            | Only For You                                                | Sencillo | 18/09/2020  | PR218    |                                                                                   |  |
| Timmo Hendriks & Dash Berlin                        | Keep Me Close                                               | Sencillo | 25/09/2020  | PR219    |                                                                                   |  |
| Trilane                                             | I Want You To Know                                          | Sencillo | 02/10/2020  | PR220    |                                                                                   |  |
| Kosling & Bmark ft. Robbie Rosen                    | Nobody Like You                                             | Sencillo | 09/10/2020  | PR221    |                                                                                   |  |
| Protocol Lab                                        | ADE 2020                                                    | EP       | 16/10/2020  | PR222    |                                                                                   |  |
| Tim van Werd & Marcus Santoro ft. Mila Falls        | One Inside                                                  | Sencillo | 23/10/2020  | PR224    | Incl. Main Room Mix & After Hours Mix                                             |  |
| CAMARDA & Almero                                    | Good Old Days                                               | Sencillo | 30/10/2020  | PR225    |                                                                                   |  |
| YARO & Trilane ft. EEVA                             | Unlove You                                                  | Sencillo | 06/11/2020  | PR226    |                                                                                   |  |
| Maximals                                            | Reset EP                                                    | EP       | 13/11/2020  | PR227    |                                                                                   |  |
| Teamworx & DØBER ft. Melissa de Kleine              | Complete Me                                                 | Sencillo | 20/11/2020  | PR228    |                                                                                   |  |
| Marcus Santoro                                      | A New Day EP                                                | EP       | 11/12/2020  | PR229    |                                                                                   |  |
| Tommy Jayden                                        | Deja Vu                                                     | Sencillo | 04/12/2020  | PR230    |                                                                                   |  |
| Protocol A cappella                                 | Vol.6                                                       | EP       |             | PR231    |                                                                                   |  |
| Tim van Werd                                        | Same Three Words                                            | Sencillo | 18/12/2020  | PR232    |                                                                                   |  |
| Marc Benjamin & Tishmal                             | Blinded By Your Light                                       | Sencillo | 23/12/2020  | PR233    |                                                                                   |  |
| Timmo Hendriks                                      | Follow You EP                                               | EP       | 19/02/2021  | PR234    |                                                                                   |  |
| Futuristic Polar Bears & Corey James ft. MØØNE      | Aura                                                        | Sencillo | 08/01/2021  | PR235    |                                                                                   |  |
| Nicky Romero & Timmo Hendriks ft. David Shane       | Into The Light                                              | Sencillo | 15/01/2021  | PR236    |                                                                                   |  |
| Thomas Gold & R3SPAWN ft. David Shane               | Letting Go                                                  | Sencillo | 22/01/2021  | PR237    |                                                                                   |  |
| Kosling ft. Robbie Rosen                            | Long Way Home                                               | Sencillo | 29/01/2021  | PR238    |                                                                                   |  |
| DØBER & RayRay                                      | Bounce                                                      | Sencillo | 05/02/2021  | PR239    |                                                                                   |  |
| Teamworx & Almero                                   | Run                                                         | Sencillo | 12/02/2021  | PR240    |                                                                                   |  |
| Nicky Romero                                        | Back To You                                                 | Sencillo | 26/02/2021  | PR241    |                                                                                   |  |
| Thomas Gold x Uplink x Matluck                      | Yesterday                                                   | Sencillo | 05/03/2021  | PR242    |                                                                                   |  |
| Protocol Vibes                                      | Miami 2021                                                  | Sencillo | 12/03/2021  | PR243    |                                                                                   |  |
| Teamworx x Paul Aiden                               | Actions                                                     | Sencillo | 19/03/2021  | PR244    |                                                                                   |  |
| Monocule                                            | Monocule Volume 2                                           | EP       | 26/03/2021  | PR245    |                                                                                   |  |
| Stadiumx & Timmo Hendriks ft. Robbie Rosen          | Remember                                                    | Sencillo | 02/04/2021  | PR246    |                                                                                   |  |
| Tim van Werd                                        | Who You Are EP                                              | EP       | 09/04/2021  | PR247    |                                                                                   |  |
| Protocol Grooves Pt. 2                              | Varios                                                      | EP       | 16/04/2021  | PR248    |                                                                                   |  |
| Nicky Romero & Teamworx ft. Joseph Feinstein        | World Through Your Eyes                                     | Sencillo | 23/04/2021  | PR249    |                                                                                   |  |
| Stadiumx & Teamworx                                 | 7 Days                                                      | Sencillo | 14/05/2021  | PR250    |                                                                                   |  |
| Thomas Newson & Tim van Werd                        | Ocean Deep                                                  | Sencillo | 21/05/2021  | PR251    |                                                                                   |  |
| Monocule & Jamis ft. Michael G Moore                | Ways To Heaven                                              | Sencillo | 04/06/2021  | PR252    |                                                                                   |  |
| DØBER                                               | About You EP                                                | EP       | 28/05/2021  | PR253    |                                                                                   |  |
| Tommy Jayden & IMPVLZ                               | Stars                                                       | Sencillo | 11/06/2021  | PR254    |                                                                                   |  |
| Low Blow                                            | Losing Control                                              | Sencillo | 18/06/2021  | PR255    |                                                                                   |  |
| R.Braga & Galluxy                                   | Nobody Else                                                 | Sencillo | 25/06/2021  | PR256    |                                                                                   |  |
| Sisters Cap & Almero                                | Get Enough                                                  | Sencillo | 20/07/2021  | PR257    |                                                                                   |  |

## Álbumes
| Artista  | Lanzamiento                                                           | Tipo        | Fecha      | Catálogo |
| -------- | --------------------------------------------------------------------- | ----------- | ---------- | -------- |
| - Varios | Nicky Romero Presents Miami 2014                                      | Compilación | 10/03/2014 | PR001CD  |
| - Varios | Nicky Romero Presents Protocol ADE 2014                               | Compilación | 13/10/2014 | PR002CD  |
| - Varios | Nicky Romero Presents Miami 2015                                      | Compilación | 16/03/2015 | PR003CD  |
| - Varios | Protocol Recording Presents ADE 2015 (Mixed By Volt & State)          | Compilación | 05/10/2015 | PR004CD  |
| - Varios | Nicky Romero Presents Miami 2016 (Mixed by Floran Picasso & Blinders) | Compilación | 07/03/2016 | PR005CD  |
| - Varios | Nicky Romero Presents Protocol ADE 2016                               | Compilación | 07/10/2016 | PR006CD  |
| - Varios | Nicky Romero Presents Miami 2017                                      | Compilación | 10/03/2017 | PR007CD  |
| - Varios | Nicky Romero Presents Protocol Lab ADE 2017 Part 1                    | Compilación | 29/09/2017 | PR093-1  |
| - Varios | Nicky Romero Presents Protocol Lab ADE 2017 Part 2                    | Compilación | 06/10/2017 | PR093-2  |
| - Varios | Nicky Romero Presents Protocol Lab ADE 2017 Part 3                    | Compilación | 13/10/2017 | PR093-3  |
| - Varios | Protocol Vibes - Miami 2018 pt. 1                                     | Compilación | 09/03/2018 | PR105-1  |
| - Varios | Protocol Vibes - Miami 2018 pt. 2                                     | Compilación | 16/03/2018 | PR105-2  |
| - Varios | Protocol Lab ADE 2018 pt. 1                                           | Compilación | 05/10/2018 | PR125-1  |
| - Varios | Protocol Lab ADE 2018 pt. 2                                           | Compilación | 12/10/2018 | PR125-2  |
| - Varios | Protocol Vibes - Miami 2019                                           | Compilación | 22/03/2019 | PR143    |

## Lanzamientos Sin Fecha
| Artista                        | Lanzamiento | Tipo   | Fecha | Catálogo | Información adicional               |
| ------------------------------ | ----------- | ------ | ----- | -------- | ----------------------------------- |
| Nicky Romero                   | BWYC        | Single | NA    | NA       | Confirmado en el Instagram de Nicky |
| Nicky Romero                   | Different   | Single | NA    | NA       | Confirmado en el Instagram de Nicky |
| Nicky Romero & John Christian  | Roots       | Single | NA    | NA       | Confirmado en el Instagram de Nicky |
| Nicky Romero & Daddy's Groove  | All We Need | Single | NA    | NA       | Confirmado en el Instagram de Nicky |
| Nicky Romero & Matisse & Sadko | ID          | Single | NA    | NA       | Confirmado en Twitter por Nicky     |

## Artistas
- Nicky Romero
- NERVO
- R3hab
- Bassjackers
- Don Diablo
- Blasterjaxx
- Hard Rock Sofa
- Tritonal
- Vicetone
- Michael Calfan
- Kryder
- Lucky Date
- Paris Blohm
- Stadiumx
- Bobina
- Amersy
- Merk & Kremont
- MAXIMALS
- Vigel
- Taylr Renee (Vocalista)
- Skidka
- Pelari
- Tritonal
- Tony Romera
- Vince Moogin
- John Dahlback
- Bobby Rock
- Blinders
- Ispolins
- ZROQ
- Volt & State
- Tom Swoon
- Evol Waves
- John Christian
- Deniz Koyu
- Don Palm
- Wildstylez
- Arno Cost
- Florian Picasso
- Tom Tyger
- Thomas Gold